# Supercopa de Italia 1994
La Supercopa de Italia 1994 fue la 7ª edición de la Supercopa de Italia, que enfrentó al ganador de la Serie A 1993-94, el A.C. Milan y de la Copa Italia 1993-94, la Sampdoria. El partido se disputó el 28 de agosto de 1994 en el Estadio Giuseppe Meazza en Milán.
El A.C. Milan ganó el partido, con resultado de 1-1 en el tiempo suplementario y 4-3 en la definición por penales.

## Equipos participantes
| A.C. Milan |  |  |  | Campeón de la Serie A 1993-94     |
| Sampdoria  |  |  |  | Campeón de la Copa Italia 1993-94 |

## Ficha del Partido
| 1          | POR        | Sebastiano Rossi      |     |
| 2          | DEF        | Mauro Tassotti        | 83' |
| 5          | DEF        | Alessandro Costacurta |     |
| 6          | DEF        | Franco Baresi         |     |
| 3          | DEF        | Alessandro Orlando    |     |
| 7          | MED        | Gianluigi Lentini     | 46' |
| 8          | MED        | Demetrio Albertini    |     |
| 10         | MED        | Roberto Donadoni      |     |
| 9          | MED        | Zvonimir Boban        |     |
| 4          | DEL        | Ruud Gullit           |     |
| 11         | DEL        | Marco Simone          |     |
| Entrenador | Entrenador | Fabio Capello         |     |

| 1          | POR        | Walter Zenga        |     |
| 2          | DEF        | Michele Serena      | 83' |
| 3          | DEF        | Riccardo Ferri      |     |
| 5          | DEF        | Pietro Vierchowod   |     |
| 6          | DEF        | Siniša Mihajlović   |     |
| 4          | MED        | David Platt         |     |
| 7          | MED        | Attilio Lombardo    |     |
| 8          | MED        | Vladimir Jugović    |     |
| 11         | MED        | Alberigo Evani      |     |
| 10         | DEL        | Roberto Mancini     |     |
| 9          | DEL        | Alessandro Melli    | 71' |
| Entrenador | Entrenador | Sven-Göran Eriksson |     |

| 13 | DEF | Stefano Nava      | 46' |
| 15 | DEF | Roberto Lorenzini | 83' |

| 16 | DEL | Mauro Bertarelli  | 71' |
| 13 | DEF | Stefano Sacchetti | 83' |

| Anotado | 83' | Ruud Gullit | 1–1 |

| Anotado | 36' | Siniša Mihajlović | 0–1 |

|                       |                  | 0:1 | Acierto de penal         | David Platt       |
| Demetrio Albertini    | Acierto de penal | 1:1 |                          |                   |
|                       |                  | 1:2 | Acierto de penal         | Pietro Vierchowod |
| Zvonimir Boban        | Acierto de penal | 2:2 |                          |                   |
|                       |                  | 2:2 | Fallo de penal (Atajado) | Alberigo Evani    |
| Marco Simone          | Acierto de penal | 3:2 |                          |                   |
|                       |                  | 3:3 | Acierto de penal         | Vladimir Jugović  |
| Alessandro Costacurta | Acierto de penal | 4:3 |                          |                   |
|                       |                  | 4:3 | Fallo de penal (Atajado) | Siniša Mihajlović |

| Amonestado |  | Alessandro Orlando    |
| Amonestado |  | Alessandro Costacurta |

| Amonestado |  | Riccardo Ferri    |
| Amonestado |  | Siniša Mihajlović |
| Amonestado |  | Alberigo Evani    |

| Árbitro             | Pierluigi Pairetto |
| Árbitros asistentes |                    |
|                     |                    |
| Cuarto Árbitro      |                    |

| 1          | POR        | Sebastiano Rossi      |     |
| 2          | DEF        | Mauro Tassotti        | 83' |
| 5          | DEF        | Alessandro Costacurta |     |
| 6          | DEF        | Franco Baresi         |     |
| 3          | DEF        | Alessandro Orlando    |     |
| 7          | MED        | Gianluigi Lentini     | 46' |
| 8          | MED        | Demetrio Albertini    |     |
| 10         | MED        | Roberto Donadoni      |     |
| 9          | MED        | Zvonimir Boban        |     |
| 4          | DEL        | Ruud Gullit           |     |
| 11         | DEL        | Marco Simone          |     |
| Entrenador | Entrenador | Fabio Capello         |     |

| 1          | POR        | Walter Zenga        |     |
| 2          | DEF        | Michele Serena      | 83' |
| 3          | DEF        | Riccardo Ferri      |     |
| 5          | DEF        | Pietro Vierchowod   |     |
| 6          | DEF        | Siniša Mihajlović   |     |
| 4          | MED        | David Platt         |     |
| 7          | MED        | Attilio Lombardo    |     |
| 8          | MED        | Vladimir Jugović    |     |
| 11         | MED        | Alberigo Evani      |     |
| 10         | DEL        | Roberto Mancini     |     |
| 9          | DEL        | Alessandro Melli    | 71' |
| Entrenador | Entrenador | Sven-Göran Eriksson |     |

| 13 | DEF | Stefano Nava      | 46' |
| 15 | DEF | Roberto Lorenzini | 83' |

| 16 | DEL | Mauro Bertarelli  | 71' |
| 13 | DEF | Stefano Sacchetti | 83' |

| Anotado | 83' | Ruud Gullit | 1–1 |

| Anotado | 36' | Siniša Mihajlović | 0–1 |

|                       |                  | 0:1 | Acierto de penal         | David Platt       |
| Demetrio Albertini    | Acierto de penal | 1:1 |                          |                   |
|                       |                  | 1:2 | Acierto de penal         | Pietro Vierchowod |
| Zvonimir Boban        | Acierto de penal | 2:2 |                          |                   |
|                       |                  | 2:2 | Fallo de penal (Atajado) | Alberigo Evani    |
| Marco Simone          | Acierto de penal | 3:2 |                          |                   |
|                       |                  | 3:3 | Acierto de penal         | Vladimir Jugović  |
| Alessandro Costacurta | Acierto de penal | 4:3 |                          |                   |
|                       |                  | 4:3 | Fallo de penal (Atajado) | Siniša Mihajlović |

| Amonestado |  | Alessandro Orlando    |
| Amonestado |  | Alessandro Costacurta |

| Amonestado |  | Riccardo Ferri    |
| Amonestado |  | Siniša Mihajlović |
| Amonestado |  | Alberigo Evani    |

| Árbitro             | Pierluigi Pairetto |
| Árbitros asistentes |                    |
|                     |                    |
| Cuarto Árbitro      |                    |

| Supercopa de Italia     |
|                         |
| Campeón Milan 4º título |